# 水磨滩水库
水磨滩水库是中国重庆市涪陵区境内的一座水库，位于长上干水系马鞍河上，建于1966年。水库正常库容为840万立方米，集雨面积为14平方千米，海拔为445.26米。